# 졸렌 메리 로틴술루
졸렌 메리 숄록로틴술루(인도네시아어: Jolene Marie Cholock-Rotinsulu, 1996년 5월 15일 ~ )는 인도네시아의 미인 대회 우승자, 배우, 모델이다.
미국 캘리포니아주 샌타애나에서 네덜란드계 인도네시아인 부모의 딸로 태어났으며 나중에 인도네시아 술라웨시섬의 마나도로 이주했다. 10세 시절부터 모델로 활동했고 마나도 국립 기독교 학회에서 신학을 전공했다.
미스 셀러브리티 인도네시아 2010에서 마나도 대표로 참가하여 준우승을 차지하면서 포토제닉상을 수상했고 미스 인도네시아 2019에서는 북술라웨시주 대표로 참가하여 준우승에 해당하는 상인 미스 인터내셔널 인도네시아 2019를 차지했다. 일본 도쿄도에서 열린 미스 인터내셔널 2019에서 인도네시아 대표로 참가했다.

## 같이 보기
- 미스 인터내셔널 2019